# Людков
Людко́в (бел. Людкоў) — деревня в составе Холстовского сельсовета Быховского района Могилёвской области Республики Беларусь.

## Население
- 2010 год — 8 человек